# Liste des bateaux français inscrits à Brest 2016
Liste, non exhaustive, des bateaux  français inscrits aux Fêtes maritimes de Brest 2016  présents en rade de Brest et à la parade de Douarnenez du 13 au 19 juillet. Liste des inscriptions de la société organisatrice Brest Evenements Nautiques.

## Marine nationale
- Aquitaine D650 : Frégate anti-sous-marine - 142 m - (2012)
- Pégase M644 : chasseur de mines - 51,5 m - (1983)
- Céphée M652 : chasseur de mines - 51,5 m - (1988)
- Styx (M614) : bâtiment-base de plongeurs-démineurs - 41,6 m - (1987)
- Buffle (A696) : remorqueur - 32 m - (1980)
- Malabar (A664) : Remorqueur de Haute mer - 62 m - (1976)

Voilier-école : 
- Belle Poule : goélette à huniers - 37,5 m - (1932)
- Étoile : goélette à huniers - 37,5 m - (1932)
- La Grande Hermine : yawl - 18 m - (1932)
- Mutin : dundee - 33 m - (1927)
- Feu Follet : cotre - 14 m - (1987)

## Patrimoine maritime

### Classé Monument Historique
- Belem : trois-mâts barque - 58 m - (1896)  Classé MH (1984)
- Bel Espoir II : goélette à trois mâts - 38,5 m - (1944)  Classé MH (1993)
- Bergère de Domrémy : sloop - 11 m - (1936)  Classé MH (1983)
- Corbeau des mers : sloop - 14 m - (1931)  Classé MH (1991)
- Fée de l'Aulne : gabare-sablière - 35 m - (1958)  Classé MH (2002)
- France 1 : monoque-régate  - 12 m - (1970)  Classé MH (1992)
- Général Leclerc : cotre-coquillier - 16 m - (1948)  Classé MH (2005)
- Grandcopaise : barque chalutière - 22,7 m - (1949)  Classé MH (1993)
- Khayyam : cotre bermudien  - 18,35 m - (1939)  Classé MH (1995)
- L'Audiernais : gabare - 17,5 m - (1936)  Classé MH (1988)
- Marie-Fernand : cotre-pilote - 15,3 m - (1894)  Classé MH (1986)
- Martroger III : dundee-baliseur - 22 m - (1933)  Classé MH (1993)
- Minahouet II : cotre - 21 m - (1954)  Classé MH (2010)
- Notre Dame de Rumengol : gabare - 22 m - (1945)  Classé MH (1991)
- Patron François Morin : ancien canot SNSM - 14,20 m - (1960)  Classé MH (2010)
- Reine des Flots : vaquelotte - 13 m - (1927)  Classé MH (2001)
- Rigel : cotre - 8,25 m - (1945)  Classé MH (1992)
- Rose Noire II : Yawl bermudien - 15 m - (1964)  Classé MH (2000)
- Saint Guénolé : sloop-coquillier - 11 m - (1948)  Classé MH (1993)
- Sereine : cotre bermudien - 12,5 m - (1952)  Classé MH (2001)
- Sinbad : cotre bermudien - 11,8 m - (1950)  Classé MH (1999)
- Yvon Salaün : ancien canot SNSM - 14,50 m - (1912)  Classé MH (2016)

### Label BIP (Bateau d'Intérêt Patrimonial)
| - Aimée-Hilda : ancien canot de sauvetage (SNSM) - 11,5 m - (1949) - Altaïr : sloop - 10,6 m - (1969) - Acapella : sloop - 11,3 m - (?) - Amitié :ketch - 11 m - (1981) - Amphitrite : cotre - 10 m - (1960) - André-Yvette : sloop à tapecul - 27 m - (1935) - Angélus : cotre - 8 m - (1954) - Anelor : sloop - 8,5 m - (1961) - Antares II : - 12,1 m - (1968) - Arawak : ancien cotre-thonier - 28 m - (1954) - Ar Jentilez : flambart (réplique) - 10,50 m - (1992) - Avel ar Mor : sloop - 9,8 m - (?) - Babar : réplique de cotre - 15 m - (1981) - Belle de Vilaine : véritable chaloupe de Billiers - 9,8 m - (1994) - Belle-Étoile : dundee (réplique) - 26 m - (1992) - Biche : dundee - 21 m - (1934) - Bilfot : trimaran - 11,2 m - (1980) - Bro Warok : ketch - 25 m - (1948) - Canot 13 : ancien canot (marine nationale) - 14,35 m - (1954) - Capitaine de Frégate Leverger : ancien canot SNSM - 16 m - (1950) - Coppelia : sloop ostréicole - 14,50 m - (1952) - Corbeau des mers : sloop - 14 m - (1931) - Corentin : lougre - 31 m - (1991) - Cornic-Duchêne : cotre de Carantec - 7,50 m - (1962) - Crialeïs : sinago (réplique) - 10,65 m - (1990) - Dahouet : cotre - 8,9 m - (1962) - Dalh-Mad : sloop de bornage (réplique) - 17 m - (1992) - De Vrouwe Cornelia : skûtsje - 14,85 m - (1908) - Enez Glaz : misainier - 5,5 m - (2008) - Enez Koalen : sloop-homardier - 14,5 m - (1989) - Étoile de France : goélette à hunier - 40 m - (1938) - Étoile du Roy : trois-mâts carré (réplique) - 46 m - (1996) - Eulalie : chaloupe sardinière - 10 m - (1996) - Fille de Loire : Yole de Bantry - 11,6 m - (1986) - Fraternité : yole de Bantry (réplique) (Brest) - 11,64 m - (1986) | - Gerfaut : sloop - 7 m - (2002) - Germaine : yawl - 21 m - (1882) - Grand Beau Temps : ketch - 17,2 m - (1962) - Gwalarn : ketch - 10,25 m - (1975) - Gyptis : réplique de barque antique- 9,8 m - (2013) - Het Laven : cotre - 20 m - (1910) - Holl Avel : cotre - 10,5 m - (1958) - Hyskeir : - 15 m - (1937) - Ismana : yawl - 14,3 m - (1951) - La Horaine : ancienne vedette des Phares et Balises - 15,60 m - (1957) - Jem Var : Yole de Bantry - 13,65 m - (2006) - Joli Vent : sinago - 11 m - (1958) - Jonathan : cotre - 9 m - (1979) - Just Lagad Du : sloop - 11,5 m - (1937) - Kanevedenn : cotre - 6,9 m - (1965) - Kanthaka : ketch - 12,5 m - (1972) - Kap Kaval ,: ex canot-major de l'École navale - 10,50 m - (1963) - Korriganez : péniche (tjalk) - 21 m - (1905) - Kraken II : ketch - 10 m - (1949) - Krog e Barz : cotre - 22 m - (1992) - La Bonne Mère : barquette de Marseille - 8,7 m - (1964) - La Brigitte : cotre - 9 m - (1960) - La Cancalaise : bisquine (réplique) - 30 m - (1987) - La Granvillaise : bisquine (réplique) - 32 m - (1990) - La Colombe : barquette marseillaise - 7,50 m - (1953) - La Mouette Rieuse : cotre - 13 m - (1960) - La Sainte Jeanne : sloop de bornage - 24 m - (1994) - Lasse : sloop - 18,25 m - (1940) - Le Grand Léjon : lougre - 29,7 m - (1992) - Le Renard : cotre à hunier - 30 m - (1991) - Lobelia : sloop - 6,75 m - (1956) - Loch Monna : sloop-coquillier - 10,9 m - (1956) - Lys Noir : yawl aurique - 24,5 m - (1914) - Marche-Avec : cotre-sardinier - 17,4 m - (1991) - Marianne : cotre - 10 m - (2003) | - Marie-Claudine : Yole - 9,6 m - (1992) - Martine : sloop-goémonier cotre- 6,5 m - (1971) - Men Garo II : sloop - 8,3 m - (1972) - Midship : chaloupe à vapeur - 5,6 m - (1950) - Neire Mâove : goélette du Cotentin - 23 m - (1992) - Nova : sloop - 10,6 m - (1973) - Nerre : cotre - 14 m - (1967) - Notre Dame de Becquerel : Forban du Bono - 15,5 m - (1992) - Pen Duick : cotre franc (William Fife) - 15,10 m - (1898) - Pen Duick II : Ketch - 13,60 m - (1964) - Pen Duick III : goélette marconi - 17,45 m - (1967) - Pen Duick V : sloop marconi - 10,67 m - (1968) - Pen Duick VI : ketch marconi - 22,25 m - (1973) - Père Daniel : cotre - 10,5 m - (1954) - Phryne : sloop - 9,3 m - (1961) - Pilen : sloop - 11,8 m - (1927) - Pilote Trémintin : ancien canot SNSM - 12,2 m - (1958) - Reder Mor : cotre-palangier - 19,5 m - (1992) - René Bihen : misainier - 8,8 m - (1945) - Saint Thomas : sloop - 9,6 m - (1950) - Sainte Jeanne : sloop de bornage (réplique) - 24 m - (1994) - Salangane : sloop - 9,3 m - (1963) - Samalia : cotre - 10,7 m - (1935) - Sant Voran : misainier - 7 m - (2005) - Skellig : dundee - 22,9 m - (2011) - Stemaeel IV : sloop - 13,5 m - (1963) - Stérenn : chaloupe baleinière (réplique) - 9 m - (1998) - Suzanne : chaloupe à vapeur - 7,15 m - (2006) - Taïra : cotre - 12,1 m - (1930) - Tamm Ha Tamm : misainier - 12,2 m - (2014) - Telenn-Mor : chaloupe sardinière (réplique) - 9,3 m - (1983) - Unity of Lynn : cotre (smack) - 15,2 m - (1906) - Vela : ketch marconi - 17 m - (1959) - Vigie : vedette fluviale - 8,7 m - (1904) - Yann-gwenn : cotre - 10 m - (1957) |

## Voilier traditionnel et autre
| - Actual Ultim : trimaran ultim - 31 m - (2007) - Amzer'zo : cotre à corne - 14 m - (1996) - Anemone : sloop - 9 m - (1950) - Arawak : ancien cotre-thonier - 28 m - (1954) - Ar Plijadur : sloop - 6,3 m - (1949) - Belle Germaine : sloop-coquillier - 10 m - (1935) - Bora Bora : ketch - 30 m - (1987) - Bryell II : sloop bermudien - 11,20 m - (1968) - Catalina : barque corse (CaraMed) - 8 m - ( ? ) - Coppelia : sloop ostréicole - 14,50 m - (1952) - Elorn : Yole de Ness - 6,90 m - (1999) - Fleur des Îles : sloop-goémonier - 6,80 m - (1962) - Fleur du Bonheur : misainier - 7 m - (1947) - Fyne : cotre aurique (plan Fife) - 18,25 m - (2008) - Goeland : misainier - 7,20 m - (1947) - Gwennili-Mor : yole de Ness (Camaret) - 7 m - (1994) - Immaculée Conception : sloop - 10,5 m - (1952) | - Karreg ar Gurun : cotre de Carentec - 5,10 m - (1970) - L'Ami : sloop (Camaret) - 6 m - (1969) - La Barbinasse : cotre (réplique) - 9 m - (1997) - La Recouvrance : aviso-goélette - 41 m - (1991) - La Voilà : barquasse (Séte) - 6,5 m - (1972) - Le Renard : réplique de côtre à hunier - 30 m - (1991) - Le Traict : Yole de Bantry - ?m - (2000) - L'Hermione : Frégate de 12 (réplique) -66 m - (2014) - Louarnig : canot à misaine - 10,5 m - (2000) - Macif : maxi-trimaran - 30 m - (2015) - Marie-Georgette : cotre aurique - 9 m - (1947) - Mari-Lizig : chaloupe - 6,2 m - (1988) - Marité : trois-mâts barque - 45 m - (1921) - Moby Dick : yole (Camaret) - 8,5 m - (1988) - Morvarc'h : ketch - 13,5 m - (1974) - Morwenna of Mersea : cornish crabber - 9 m - (1980) | - Nan of Fife : cotre (plan Fife) - 24,95 m - (1896) - Nébuleuse : dundee-thonier - 32 m - (1949) - Notre Dame des Flots : ketch - 28,5 m - (1942) - Popoff : ketch - 22 m - (1946) - Maxi80 Prince de Bretagne : trimaran - 24 m - (2012) - Rara-Avis : goélette à trois mâts - 38,5 m - (1957) - Saint-Michel II : (réplique du yacht de Jules Verne) - 20 m - (2011) - Sav-Heol : ketch-coquillier - 10,5 m - (1958) - Seagull : yacht de croisière - 9 m - (1903) - Seiz Avel : cotre langoustier - 13,5 m - (1984) - Stirenn ar mor : Yole (Auray) - 8 m - (1999) - Xerina : Llaüt-muleta - 8,7 m - (1996) - War Raok : canot à misaine -5,5 m- (2010) |

## Service et divers
- Abeille Bourbon : remorqueur - 80 m - (2005)
- BSAD Alcyon : remorqueur-ravitailleur - 53 m - (1982)
- Chantilly : chaloupe à vapeur - 6,45 m - (1989)
- Columbus Sea Shepherd : cotre-marconi (WWF) - 18 m - (1986)
- La Horaine : ancienne vedette des Phares et Balises - 15,60 m - (1957)
- La Paimpolaise : vedette de transport - 16 m - (1961)
- La Portsallaise :  canot SNSM - 15,5 m - (1998)
- Marie-Agnès : chaloupe à vapeur - 4,60 m - (2005)
- Présidents Joseph Oulhen (SNS 064) [34] : canot de sauvetage - (1988)
- San Corentin[35] : ancien baliseur - 17,5 m - (1962)
- Thalassa : navire océanographique (IFREMER) - 73 m - (1996)
- Yves et François Olivaux : canot SNSM - 17,80 m - (2015)